# ルドヴィコ・スカルフィオッティ
ルドヴィコ・スカルフィオッテイ（イタリア語: Ludovico Scarfiotti、1933年10月18日 - 1968年6月8日）はイタリア出身のレーシングドライバー。

## 人物
イタリア王国・ピエモンテ州トリノで産まれる。祖父はフィアット社創設時に出資した9人の1人であり、父も働きながらミッレ・ミリア（ブレシアとローマ間を往復する1000マイルロードレース）に頻繁に出場し、1932年には総合3位の戦績を残している。そういった家庭環境もありルドヴィコも早くからレースを目指し、1956年のミッレ・ミリアではフィアット・500に乗ってクラス優勝を果たしている。フェラーリに認められ、スポーツカーレースの戦力として重用され、多くのスポーツカー・レースを走るようになる。1962年にはヒルクライムヨーロッパ・チャンピオンとなり、1963年のル・マン24時間レースではロレンツォ・バンディーニと組んで優勝を果たした。
その一方で、F1にも年1,２戦程度参戦をしていた。特筆されるのはモンツァ・サーキットで行われた1966年イタリアグランプリであり、予選2位から安定した走りで見事優勝した。「フェラーリでイタリアGPを制したイタリア人ドライバー」としてはアルベルト・アスカリに続いて2人目となった。
1967年も引き続きフェラーリのドライバーとして参戦したが、モナコGPでのロレンツォ・バンディーニの死亡事故、ベルギーGPでのマイク・パークスの大事故を見たことで戦意を無くしフェラーリチームから離脱してしまう。
1968年にはクーパーチームからF1に参戦し、2度の4位を獲得した。
1968年6月8日、ヨーロッパヒルクライム選手権第2戦のロスフェルト・アルペン山岳賞で事故死した。

## レース戦績

### ル・マン24時間レース
| 年     | チーム                       | コ・ドライバー           | 使用車両               | クラス | 周回 | 総合順位 | クラス順位 |
| ------ | ---------------------------- | ------------------------ | ---------------------- | ------ | ---- | -------- | ---------- |
| 1960年 | スクーデリア・フェラーリ SpA | ペドロ・ロドリゲス       | フェラーリ・250TRI/60  | S 3.0  | 22   | DNF      | DNF        |
| 1961年 | スクーデリア・セレニッシマ   | ニーノ・ヴァッカレッラ   | マセラティ・ティーポ63 | S 3.0  | 53   | DNF      | DNF        |
| 1962年 | Spa フェラーリ SEFAC         | ジャンカルロ・バゲッティ | フェラーリ・268SP      | E 3.0  | 230  | DNF      | DNF        |
| 1963年 | Spa フェラーリ SEFAC         | ロレンツォ・バンディーニ | フェラーリ・250P       | P 3.0  | 339  | 1位      | 1位        |
| 1964年 | Spa フェラーリ SEFAC         | マイク・パークス         | フェラーリ・275P       | P 4.0  | 71   | DNF      | DNF        |
| 1965年 | Spa フェラーリ SEFAC         | ジョン・サーティース     | フェラーリ・330 P2     | P 5.0  | 225  | DNF      | DNF        |
| 1966年 | Spa フェラーリ SEFAC         | マイク・パークス         | フェラーリ・330P3      | P 5.0  | 123  | DNF      | DNF        |
| 1967年 | Spa フェラーリ SEFAC         | マイク・パークス         | フェラーリ・330P4      | P 5.0  | 384  | 2位      | 1位        |

| タイトル                                     | タイトル                                                 | タイトル                                 |
| -------------------------------------------- | -------------------------------------------------------- | ---------------------------------------- |
| 先代 オリヴィエ・ジャンドビアン フィル・ヒル | ル・マン24時間優勝者 1963 with: ロレンツォ・バンディーニ | 次代 ジャン・ギシェ ニーノ・ヴァッカレラ |